# Provincie Udine
Udine (Provincia di Udine) je bývalá italská provincie v oblasti Furlansko-Julské Benátsko. Sousedila na severu s Rakouskem (Korutany), na východě se Slovinskem a provincií Gorizia a na západě s provinciemi Pordenone, Belluno a Venezia. Její břehy omývá na jihu Jaderské moře.
Provincie byla zrušena ke dni 22. dubna 2018 na základě reogranizace územně-správního členění celého regionu Furlanska-Julského Benátska. V červenci 2020 začal fungovat tzv. regionální decentralizovaný orgán Udine (italsky ente di decentramento regionale di Udine, zkratka EDR Udine), který je územím totožný s provincií Udine před jejím zrušením.

## Okolní provincie
| Růžice kompasu | Belluno   |                 |         | Růžice kompasu |
| Růžice kompasu | Pordenone | Sever           |         | Růžice kompasu |
| Růžice kompasu | Pordenone | Provincie Udine |         | Růžice kompasu |
| Růžice kompasu | Pordenone | Jih             |         | Růžice kompasu |
| Růžice kompasu | Venezia   |                 | Gorizia | Růžice kompasu |